# Governo Lula (2003–2011)

Logotipo do seu primeiro mandato entre 2003 e 2005.

O primeiro governo Lula (2003–2011) corresponde ao período da história política brasileira que se inicia com a posse de Luiz Inácio Lula da Silva à presidência, em 1 de janeiro de 2003, em sua quarta candidatura para este cargo e após derrotar o candidato do PSDB, José Serra, com 61% dos votos válidos, em segundo turno. Lula foi o primeiro ex-operário a se tornar presidente do Brasil, governou o país em dois mandatos (2003-2006 e 2007-2010). Em outubro de 2006, Lula se reelegeu para a presidência, derrotando no segundo turno o candidato do PSDB Geraldo Alckmin, obtendo mais de 60% dos votos válidos contra 39,17% de seu adversário. Dezesseis anos depois, Geraldo Alckmin, seu adversário, se tornaria seu vice-presidente  Sua estada na presidência foi concluída em 1º de janeiro de 2011. O Governo Lula terminou com aprovação recorde da população, com número superior a 80% de avaliação positiva. Com popularidade alta, fez sua sucessora, a sua então ministra Dilma Rousseff
Teve como principais marcas a manutenção da estabilidade econômica, a retomada do crescimento do país e a redução da pobreza e da desigualdade social. O governo Lula registrou a maior média de crescimento do PIB em duas décadas, de em torno de 4,1%, e o crescimento total ficou em 32,62%. A renda per capita cresceu 23,05%, com média de 2,8%. O crescimento foi puxado pela alta das commodities, a demanda doméstica, ajudada por programas como o Bolsa Família e a redução das taxas internacionais de juros. Apesar do crescimento econômico, a produtividade não aumentou junto. Lula assumiu com a inflação em 12,53% e entregou a 5,90%.
Uma das plataformas de campanha de Lula foi a necessidade de reformas constitucionais. Uma reforma relevante ocorrida no Governo Lula foi a aprovação da Emenda Constitucional 45, de 2004, que ficou conhecida como "Reforma do Judiciário". O governo Lula também se notabilizou pela busca do país em sediar grandes eventos esportivos. Os Jogos Pan-Americanos de 2007 ocorreram durante o seu mandato. Assim como a escolha do Brasil ser sede da Copa do Mundo FIFA de 2014 e dos Jogos Olímpicos de 2016. As decisões geraram polêmica quanto aos prejuízos e legados de cada evento.
Em 2009, penúltimo ano do Governo Lula, estudo anual realizado pela ONG Transparência Internacional informou que o Brasil ocupa a 75ª posição, num ranking de 180 países, sobre percepção de corrupção. O estudo deu ao Brasil nota 3,7, o que indica problemas de corrupção, segundo a entidade. O Brasil piorou no ranking entre 2002 (nota 4,0, em 45º no ranking) e 2009 (nota 3,7, em 75º no ranking), tendo uma queda de 30 postos. Em 2008, o Índice de Democracia, elaborado anualmente pela revista inglesa The Economist, classificou o Brasil como o 41º país mais democrático do mundo.

## Carta ao povo brasileiro
Ainda durante campanha eleitoral, Lula redigiu a "carta ao povo brasileiro" onde assegurou que, em caso de sua vitória, a sua agremiação, o PT, respeitaria os contratos nacionais e internacionais. A carta foi lida no dia 22 de junho de 2002 durante encontro sobre o programa de governo do partido.

## Posse presidencial

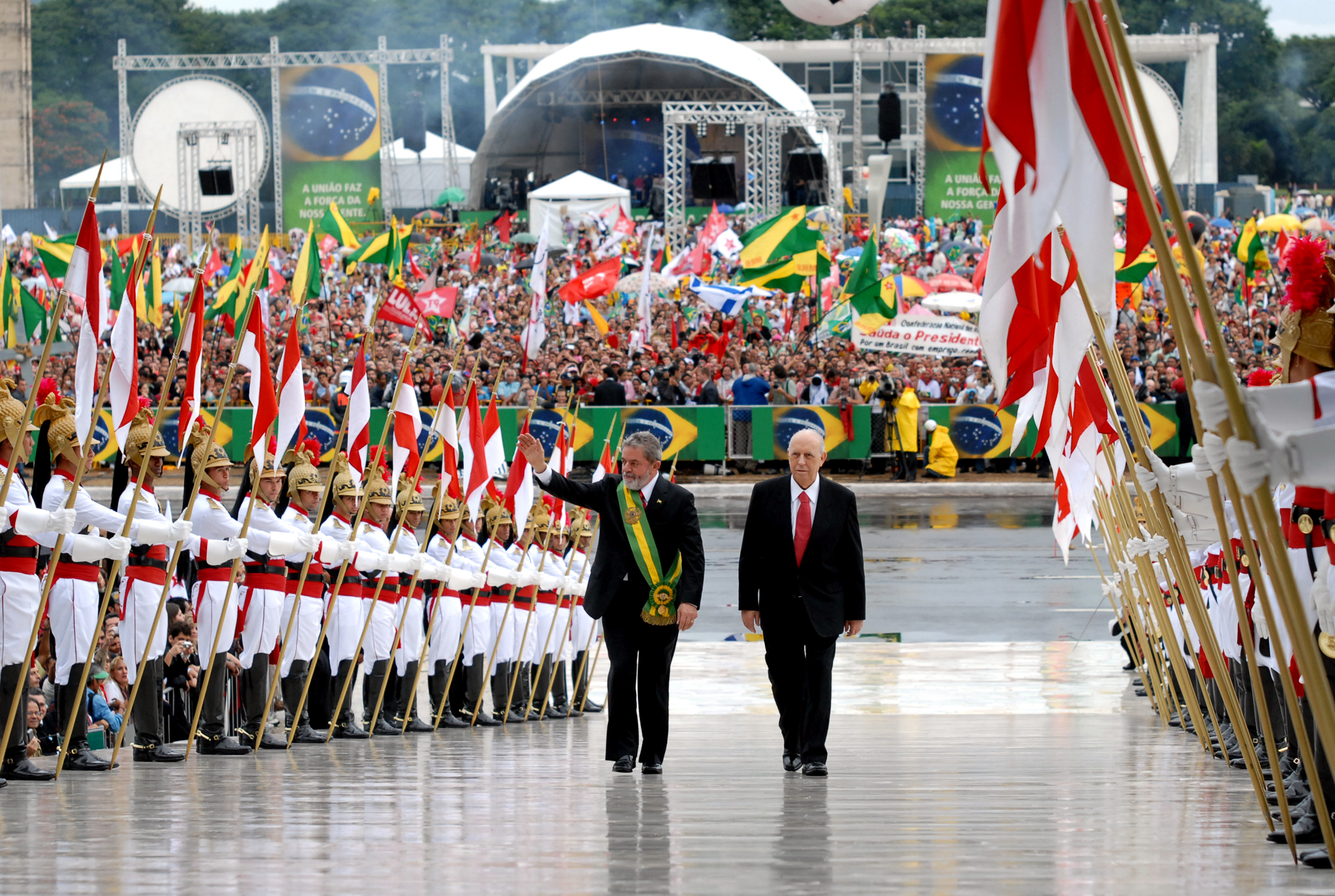
Ao lado de seu vice-presidente José Alencar, Lula sobe a rampa do Palácio do Planalto na cerimônia de posse do seu segundo mandato, em 2007.

Luiz Inácio Lula da Silva tomou posse no dia 1º de janeiro de 2003, tendo sido eleito presidente em 2002. Ele foi o segundo presidente brasileiro a tomar posse nessa data, o terceiro presidente eleito desde o fim da ditadura militar, e o primeiro ex-operário de orientação socialista a assumir a Presidência da República.
A posse do segundo mandato de Luiz Inácio Lula da Silva como presidente da República Federativa do Brasil aconteceu em 1º de janeiro de 2007. Ele foi empossado novamente com o vice-presidente, José Alencar. A cerimônia começou pouco depois de 16h, no plenário do Congresso Nacional, em Brasília, e foi presidida pelo então presidente do Senado, Renan Calheiros. Como na posse do primeiro mandato, o presidente e o vice-presidente reeleitos leram e assinaram o termo de posse e, em seguida, foi ouvido o hino nacional, executado pela Banda dos Fuzileiros Navais.

## Política interna

### Economia

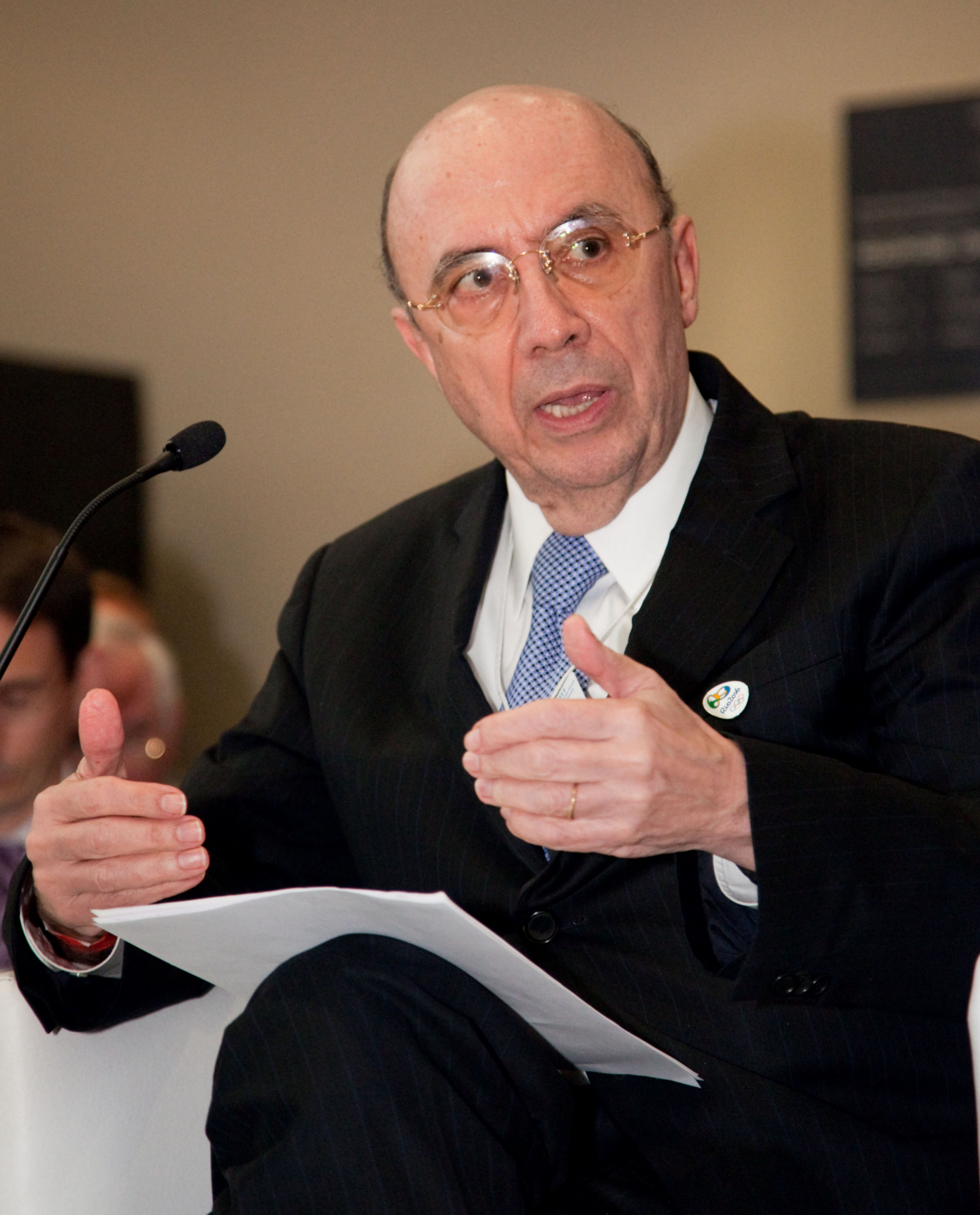
Henrique Meirelles, presidente do Banco Central desde o início do Governo Lula.

Lula foi eleito em um contexto econômico difícil, e sua gestão iniciou dando seguimento à política econômica do governo anterior, FHC. Para tanto, nomeou Henrique Meirelles, deputado federal eleito pelo PSDB de Goiás em 2002, para a direção do Banco Central do Brasil dando um forte sinal para o mercado - principalmente o Internacional, em que Meirelles é bastante conhecido por ter sido presidente do Bank Boston - de que não haveria mudanças bruscas na condução da política econômica em seu governo. Nomeou o médico sanitarista e ex-prefeito de Ribeirão Preto Antônio Palocci, pertencente aos quadros do Partido dos Trabalhadores, como Ministro da Fazenda. Após seguidas denúncias contra Palocci feitas pela mídia, no caso conhecido como "Escândalo da quebra do sigilo bancário do caseiro Francenildo", este pediu demissão (em 27 de agosto de 2009, o STF arquivou a denúncia feita contra Palocci). O seu substituto foi o economista e professor universitário Guido Mantega, que assumiu o ministério em 27 de março de 2006.
O Governo Lula caracterizou-se pela baixa inflação, que ficou controlada, redução do desemprego e constantes recordes da balança comercial. Na gestão do presidente Lula observou-se o recorde na produção da indústria automobilística em 2005, o maior crescimento real do salário mínimo e redução do índice de Gini.
Em 2010, Alan Mulally, presidente mundial da Ford afirmou que graças aos programas de incentivo do Governo Lula foi possível ao país sair de forma efetiva da crise mundial. Durante a crise a retração do PIB foi de apenas 0,2%, mostrando um resultado melhor que as grandes economias do mundo obtiveram.
O crescimento econômico foi puxado pelo boom das commodities, a redução das taxas de juros internacionais e o aumento do consumo interno, apoiado pelo aumento do salário mínimo e programas de transferência de renda como o Bolsa Família.
A terceira edição do relatório produzido pela escola mundial de negócios Insead, em parceria com a Confederação da Indústria Indiana (CII), realizado em 2010, mostrou que o Brasil está na 68ª posição no ranking mundial de inovação de 2010, que classifica as economias de Islândia, Suécia e Hong Kong como as três mais inovadoras do mundo. Dentre os países latino-americanos, o país ficou apenas no 7º posto, perdendo para nações como Costa Rica, Chile e Uruguai. A pesquisa classificou 132 países a partir de 60 indicadores diferentes, tais como patentes por milhão de habitantes, investimentos em pesquisa e desenvolvimento, usuários de internet banda larga e celulares por 100 pessoas e prazo médio para se abrir um negócio no país. O estudo também mede o impacto da inovação para o bem-estar social, incluindo dados de gastos com educação, PIB per capita e o índice Gini de desigualdade social.
No ano de 2010, o total de arrecadação de impostos foi de R$ 805,7 bilhões, o que representou o maior valor da história do País, segundo informação divulgada pela Secretaria da Receita Federal.
Durante a gestão de Lula, a liquidação do pagamento das dívidas com o FMI contraídas em governos anteriores foram antecipadas. Esta ação resultou em melhor prestígio internacional e maior atenção do mercado financeiro para investir no Brasil. A dívida externa brasileira, passou de US$ 214,93 bilhões no ano de 2003, para em dezembro de 2010, US$ 255,664 bilhões. Em dezembro de 2010, o valor referente ao estoque da dívida pública mobiliária federal interna (DPMFI) atingiu nível recorde, depois de subir para R$ 1,603 trilhão ante o valor de R$ 1,574 trilhão de novembro do mesmo ano.

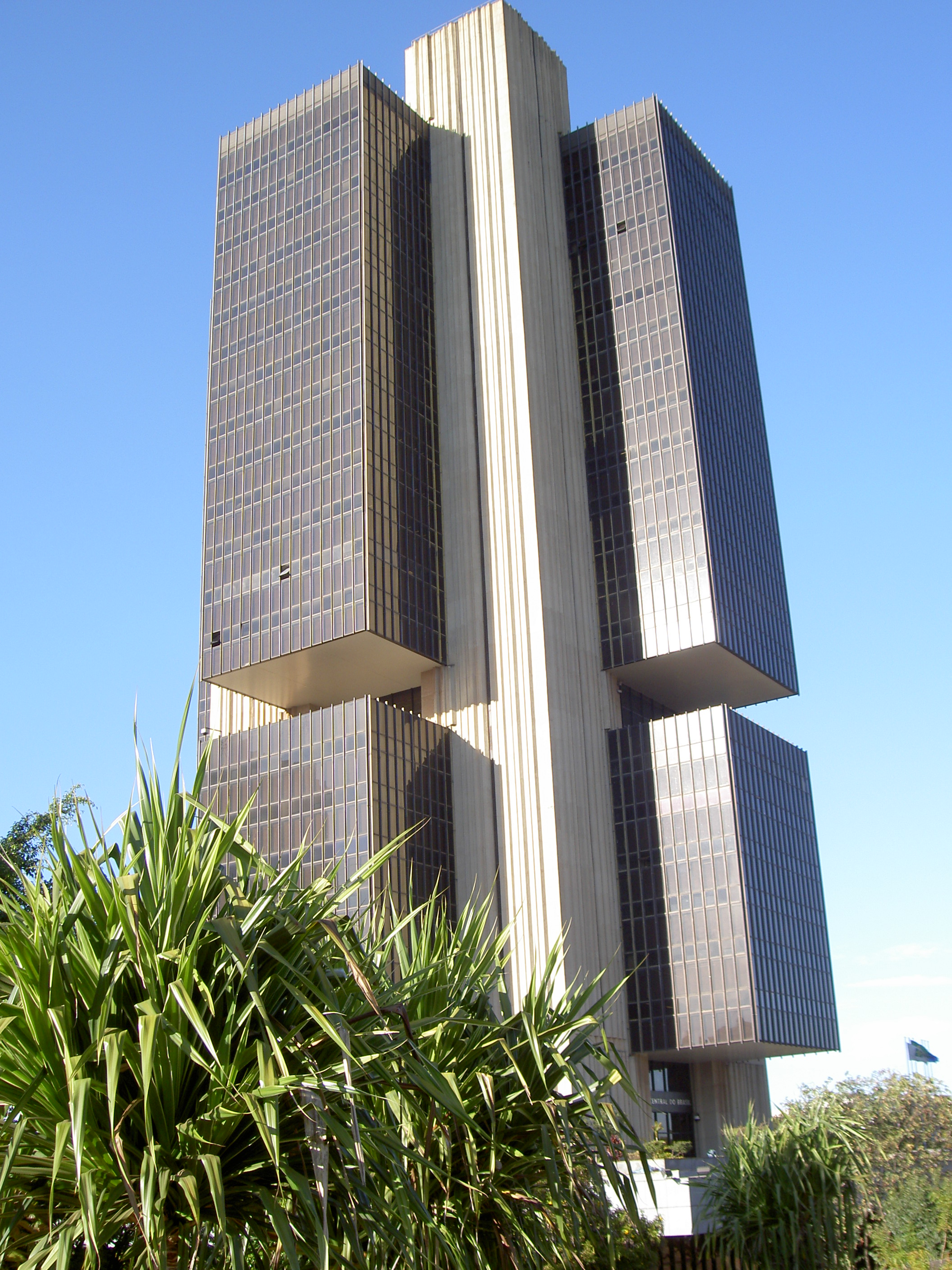
Prédio do Banco Central em Brasília

O Governo Lula terminou com um valor total de 288,575 bilhões de dólares em reservas internacionais em 31 de dezembro de 2010, o que representou recorde histórico. No início do governo, as reservas totalizavam US$ 37,65 bilhões. A taxa de juros SELIC saiu de 25% ao ano em 2003, quando Lula tomou posse, para 8,75% ao ano em julho de 2009 (no segundo mandato de Lula).
O Brasil sofreu pouco com a crise econômica de 2008-2009, e isso foi reconhecido internacionalmente por outros países. De acordo com estudos da fundação da Alemanha Bertelsmann publicados em 2010, o Brasil foi um dos países que melhor reagiram perante a crise. Segundo os relatórios publicados, a fundação elogia os programas sociais do país e o controle austero sobre as instituições financeiras, e revela que o país alcançou posições econômicas melhores.

#### Inflação

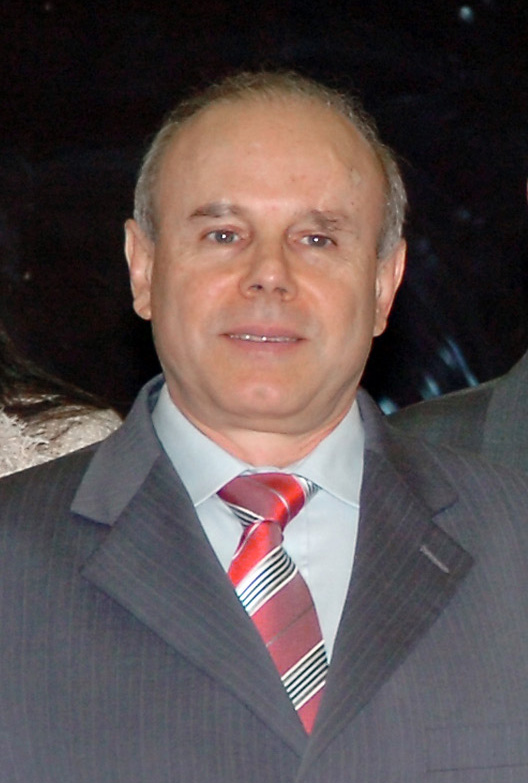
Guido Mantega.

Nos oito anos do Governo Lula, a taxa de inflação oficial do país, representada pelo Índice de Preços ao Consumidor Amplo (IPCA), ficou em sete oportunidades dentro da meta estabelecida pelo Conselho Monetário Nacional (CMN). A exceção ficou por conta justamente do primeiro ano da gestão, em 2003, quando o IPCA, mesmo mostrando uma alta menor, de 9,30%, ante a taxa de 12,53% de 2002, ficou acima da meta ajustada de 8,5% anunciada pelo Banco Central.
Em 2004, depois de o CMN estipular uma meta de inflação acumulada de 5,5% para aquele ano, com tolerância de 2,5 pontos porcentuais para baixo ou para cima, o IPCA atingiu uma taxa final de 7,60%, bem próxima do teto estabelecido. Em 2005, a inflação oficial do País fechou o período com uma alta acumulada de 5,69%, dentro da meta de 4,5%, com tolerância de 2,5 pontos para cima ou para baixo.
A partir de 2006, o CMN manteve o ponto central da meta inflacionária do Brasil em 4,5%, mas reduziu as margens para 2 pontos porcentuais para cima ou para baixo. Foi exatamente nesse ano que o IPCA atingiu a marca de 3,14%, a menor taxa desde o início de implantação das metas, em 1999.
Em 2007 e 2008, a inflação acumulada avançou para os níveis de 4,46% e de 5,90%, respectivamente, mas ainda continuaram dentro do intervalo perseguido pelo Banco Central. Em 2009, em virtude principalmente da alta menor no preços dos alimentos, o IPCA acumulado desacelerou para a marca de 4,31%. No último ano do governo Lula, a inflação apresentou importante aceleração, registrando alta de 5,91%. Apesar de ainda ter ficado dentro da meta do CMN, de 4,5%, com tolerância de 2 pontos para cima ou para baixo, o IPCA foi o maior desde 2004.

#### Produto Interno Bruto
O PIB no Governo Lula apresentou expansão média de 4% ao ano, entre 2003 e 2010. O desempenho superou o do governo anterior, Fernando Henrique Cardoso (1995-2002), que mostrou expansão média do PIB de 2,3% ao ano. O número médio dos oito anos ficou, porém, abaixo da média de crescimento da economia brasileira do período republicano, de 4,55%, e colocou o Governo Lula na 19ª posição em ranking de 29 presidentes, conforme estudo do economista Reinaldo Gonçalves, professor da UFRJ. Quando se divide o período por dois mandatos, a média foi de 3,5%, no primeiro (2003-2006), e de 4,5%, no segundo (2007-2010).

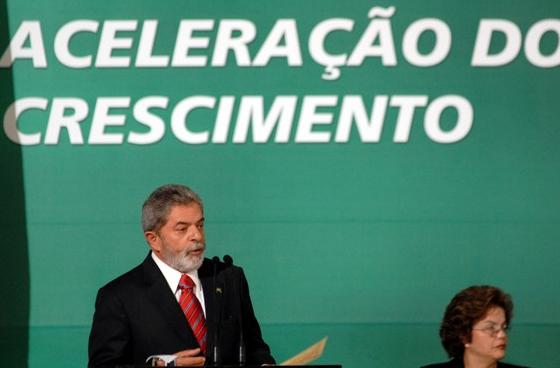
O presidente Luiz Inácio Lula da Silva anuncia o Programa de Aceleração de Crescimento em 2007.

O resultado médio melhor da segunda metade do Governo Lula foi beneficiado especialmente pelo número do último ano de mandato, já que a economia brasileira apresentou, em 2010, expressiva expansão de 7,5% ante 2009, o maior crescimento desde 1986, quando o PIB também cresceu 7,5%, segundo o IBGE.
Lula iniciou o governo com uma expansão modesta, de 1,1% em 2003. Teve seu melhor resultado justamente em 2010, após uma retração de 0,6% registrada no ano anterior. O segundo melhor resultado do PIB brasileiro nos oito anos de governo foi em 2007, com expansão de 6,1%. Em 2004, a economia cresceu 5,7%; em 2005, 3,2%; em 2006, 4%; e, em 2008, 5,2%.
Uma revisão na metodologia de cálculo do PIB, feita pelo IBGE em 2007 e aplicada retroativamente ao ano 2000, elevou o valor do PIB do último ano do governo FHC e de todos os anos do primeiro governo Lula, fazendo com que o crescimento do PIB no seu primeiro governo, alvo de críticas durante a campanha de reeleição, ficasse em um patamar razoável.
Em 2007, o PIB nacional cresceu 5,4%, contra 3,8% no ano anterior. Foi a maior taxa de crescimento desde 2004, quando houve crescimento de 5,7%. O PIB per capita cresceu 4% e houve uma expansão da economia do país da ordem de 6,2% no mesmo período. A agropecuária foi o setor econômico que mais cresceu, com expansão de 5,3%. O setor industrial teve uma expansão de 4,9%, o setor de serviços, 4,7% e a construção civil, 5%.
O consumo familiar teve uma alta de 6,5% devido, segundo o IBGE, ao crescimento da massa salarial real dos trabalhadores em 3,6% e ao aumento de 28,8% no crédito dos bancos para pessoas físicas. Em contrapartida, a despesa da administração pública teve um aumento de 3,1%. A partir da criação da Secretaria Nacional dos Portos, no dia 7 de maio de 2007, o governo passou a ter 24 ministérios, mais quinze secretarias e órgãos com status de ministério.
Em 2008, quando o aquecimento da demanda e da atividade econômica nacional já geravam preocupações para o cumprimento das metas de inflação e obrigavam o Banco Central a apertar a política monetária por meio do aumento da taxa básica de juros, a crise financeira mundial originada nos Estados Unidos atingiu o Brasil no último trimestre de 2008, levando o governo a implantar entre 2008 e 2009 um conjunto de medidas para conter os efeitos negativos no sistema financeiro. Como o primeiro semestre ainda havia apresentado um desempenho econômico forte, o PIB nacional terminou 2008 com uma taxa de expansão ainda relevante de 5,1%.

#### Desemprego
De acordo com o IBGE, em dezembro de 2010, a taxa de desemprego atingiu 5,3% da população economicamente ativa (PEA), o que representou o menor resultado da série histórica, iniciada em 2002 pelo instituto. Em dezembro de 2002, o desemprego representava 10,5% da PEA. Em 2003, no mesmo mês, a taxa ficou em 10,9%. Em dezembro de 2004, atingiu 9,6% da PEA e, no mesmo mês dos anos seguintes, a taxa sempre mostrou números menores: 8,4% (2005 e 2006); 7,5% (2007); 6,8% (2008 e 2009). O desemprego médio do último ano do Governo Lula foi de 6,7%, também o menor da série histórica. Em 2009, essa mesma taxa era de 8,9%.
Segundo dados do Cadastro Geral de Empregados e Desempregados (Caged) do Ministério do Trabalho e Emprego (MTE), o volume de vagas criadas em 2010 foi o melhor do Governo Lula na geração de emprego com carteira de trabalho assinada e também representou resultado histórico. Descontadas as demissões de 2010, foram criados 2.524.678 postos de trabalho formal. No acumulado de oito anos da era Lula, o Ministério do Trabalho contabilizou a criação de 15.048.311 novas vagas com carteira assinada, já descontadas as demissões.

### Política social
Em 2010, o Bird afirmou que o país avançou na redução da pobreza e distribuição de renda. Segundo a entidade, apesar da desigualdade social ser ainda elevada, conseguiu-se reduzir a taxa de pobreza de 41% em 1990 para 25,6% em 2006, graças aos avanços perpetrados pelos governos Collor, Itamar, FHC e Lula. Alguns dos motivos para a redução teriam sido a inflação baixa e os programas de transferência de renda.

Logotipo e slogan, Brasil, um país de todos, utilizados no governo Lula

A desigualdade entre os mais ricos e os mais pobres teria aumentado entre 2001 e 2003, conforme publicação do O Globo em fevereiro de 2005. Após a posse de Lula, porém, um relatório do IBGE, do fim de novembro de 2007, afirmou que o governo do presidente Lula estaria fazendo do Brasil um país menos desigual. Com base no PNAD (Pesquisa Nacional por Amostra de Domicílios), a FGV divulgou estudo mostrando percentuais comparando desde o ano em que Lula tomou posse.
Entre 2002 e 2007, o Brasil, embora tenha melhorado seu IDH (Índice de Desenvolvimento Humano) de 0,790 para 0,813, caiu da 63º posição para a 75ª posição no ranking dos países do mundo. O estudo é divulgado pelo PNUD (Programa das Nações Unidas para o Desenvolvimento), que esclareceu o recuo do País para 75ª posição com dois fatores: a entrada de novos países no levantamento e a atualização de dados, que beneficiaram países como a Rússia. Países considerados de "Alto Desenvolvimento Humano" são aqueles com IDH superior a 0,800. No levantamento referente a 2007, uma nova categoria de países foi incluída no ranking: o IDH "Muito Elevado", com número superior a 0,900.
No levantamento referente a 2010, último ano do Governo Lula, o Brasil ficou ainda na distante 73ª posição entre 169 países. Por conta de mudanças na metodologia, os organizadores do levantamento enfatizaram que o IDH de 2010 não pode ser comparado ao IDH de anos anteriores, que utilizavam uma metodologia diferente. Conforme o relatório, o IDH do Brasil apresenta "tendência de crescimento sustentado ao longo dos anos".
Com relação à mortalidade infantil, o governo Lula seguiu a tendência de queda, que se observa desde 1930 no Brasil. Entre 1996 e 2000 a redução foi de 20,5%, entre 2000 e 2004 a redução foi de 15,9%.

#### Bolsa Família

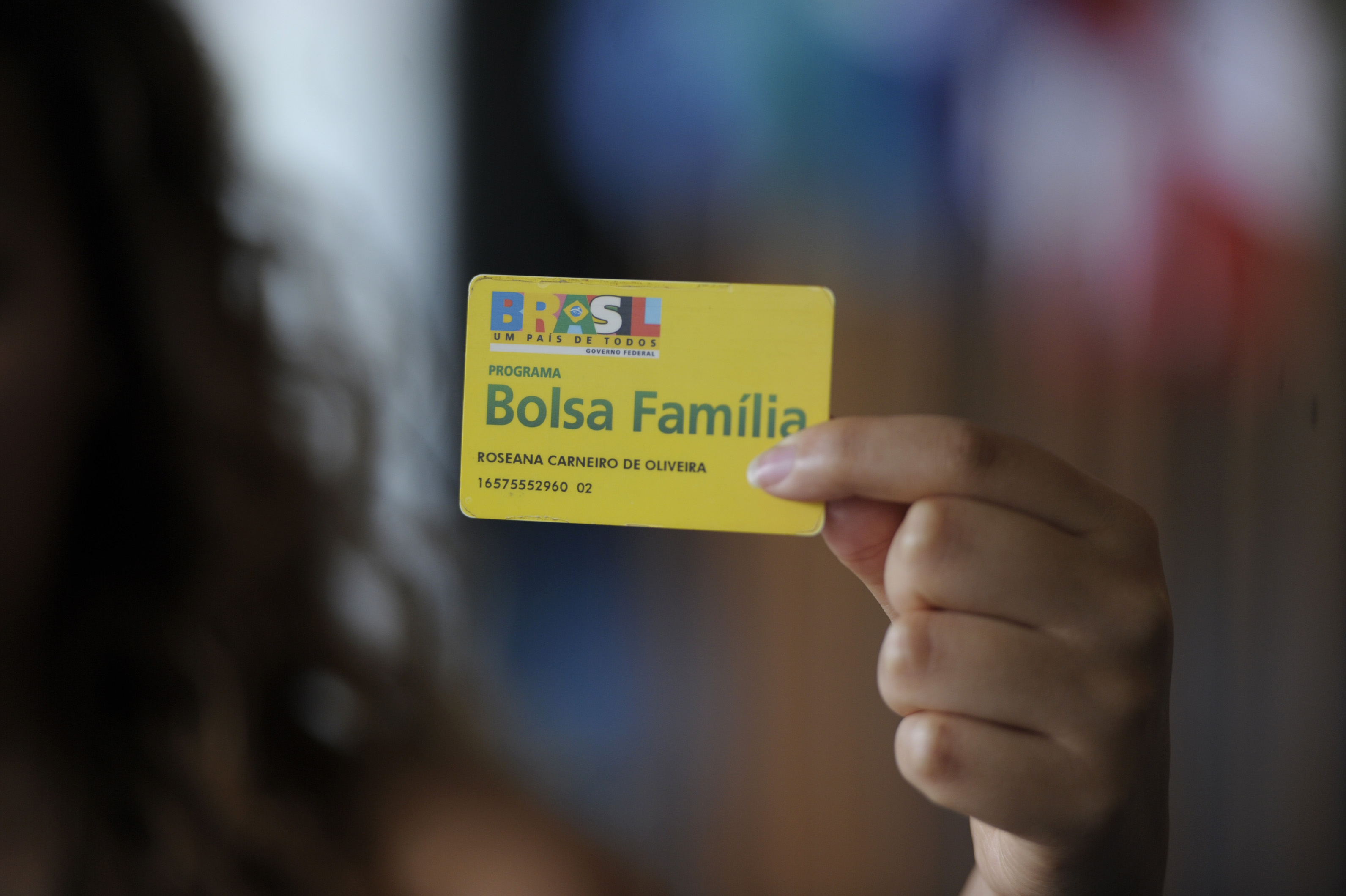
Cartão utilizado pelos beneficiários do Bolsa Família.

Um programa social bastante conhecido do governo Lula é o Bolsa Família, criado por meio da Lei nº 10.836, de 9 de janeiro de 2004, e regulamentado pelo Decreto nº 5.209, de 17 de setembro de 2004. A finalidade do programa, que atende cerca de 12,4 milhões de habitantes, é a transferência direta de renda do governo para famílias pobres (renda mensal por pessoa entre R$ 69,01 e R$ 137,00) e em extrema miséria (renda mensal por pessoa de até R$ 69,00). O programa foi uma reformulação e ampliação do programa Bolsa Escola do governo FHC, que tinha uma abrangência de 5,1 milhões de famílias. Existem preocupações de que o programa seja uma forma de comprar votos, de que não há controle rígido contra fraudes e de que se corre o risco de tornar-se uma fonte de renda permanente para os beneficiados. Apesar disso, o Bolsa Família também é elogiado por especialistas pelo fato de ser um complemento financeiro para amenizar a fome das famílias em situação financeira precária. É apontado também como um dos fatores que propiciaram às famílias das classes mais pobres o consumo maior de produtos, o que beneficia a economia do país.
O Bolsa Família foi considerado um dos principais programas de combate à pobreza do mundo, tendo sido nomeado como "um esquema anti-pobreza inventado na América Latina (que) está ganhando adeptos mundo afora" pela britânica The Economist. Ainda de acordo com a publicação, os governos de todo o mundo estão de olho no programa.. O jornal francês Le Monde reportou: "O programa Bolsa Família amplia, sobretudo, o acesso à educação, a qual representa a melhor arma, no Brasil ou em qualquer lugar do planeta, contra a pobreza."

#### Fome Zero
Ao assumir a Presidência da República, Lula disse que em sua gestão queria ver todo brasileiro fazer “três refeições por dia”. Essa diretriz levou o governo petista a implantar, em fevereiro de 2003, o Programa Fome Zero (PFZ) como plano orientador das políticas direcionadas aos segmentos sociais que estariam vivendo abaixo de um padrão socialmente aceitável.— Centro Internacional de Políticas para Crescimento Inclusivo

Logo do programa Fome Zero.

O programa Fome Zero começou como uma tentativa do Presidente da República de mobilizar as massas em favor das pessoas mais necessitadas no Brasil. O programa fez com que os olhos dos governos internacionais se voltassem para o Brasil, sendo Luiz Inácio muito elogiado por organismos internacionais. A meta era uma tarefa ousada de erradicar a fome em quatro anos e reduzir a subnutrição até 2015. Por uma série de razões, não foi realizada a contento e foi substituído pelo Bolsa Família.
O Fome Zero foi citado pelos críticos como um dos principais fracassos da administração Lula, conforme o Jornal do Brasil. Foi, entretanto, elogiado pelo secretário-geral da ONU, Ban Ki-moon, que, em 2010, durante participação no III Fórum da Aliança de Civilizações, disse que o programa, ao lado do Bolsa Família, trouxe "uma grande diferença" para o Brasil.

#### Primeiro Emprego
O Governo Lula lançou, em 2003, o programa Primeiro Emprego, bandeira de campanha da eleição de Lula em 2002. Porém, o programa não deslanchou: foi extinto em 2006, tendo conseguido empregar menos de 15 mil jovens, quando o plano inicial era 260 mil vagas por ano. Em 2007, o programa, que dava vantagens a empresas que oferecessem vagas a jovens de 16 a 24 anos, foi excluído do projeto do PPA (Plano Plurianual) 2008-2011. Como o PPA orienta os Orçamentos a cada quadriênio, isso significava o fim da verba para o Primeiro Emprego a partir de 2008. Em 2009, o Governo estudou ressuscitar o programa, porém não houve um consenso sobre o assunto.

#### Combate à escravidão
O combate à escravidão e ao trabalho degradante foram fortificados do governo do presidente Lula. Quando Lula assumiu, FHC tinha deixado um Plano Nacional de Erradicação do Trabalho Escravo, uma base sobre a qual o governo Lula poderia trabalhar. O resultado foi que, entre 1995 a 2002 houve o resgate de 5.893 pessoas do trabalho escravo e entre 2003 a 2009, o Brasil resgatou 32.986 pessoas da condição de trabalho escravo, a maioria no Governo Lula. Porém, as punições ao trabalho escravo no Brasil, algumas vezes, se restringem a indenizações trabalhistas, como as assumidas pelo Grupo Votorantim, mas já há evolução e condenações contra tal crime. Segundo a OIT (Organização Internacional do Trabalho), até hoje houve no país apenas uma condenação com efetivo cumprimento de pena de prisão, sendo aplicadas normalmente apenas multas, indenizações às vítimas e bloqueio de ficha de empresas para o recebimento de financiamentos.

### Saúde
O Ministério da Saúde lançou o programa Brasil Sorridente em 17 de março de 2004, com o objetivo de ampliar o acesso ao tratamento odontológico no país, tendo sido a primeira política nacional especificamente voltada para tratar de saúde bucal no Brasil. O programa propôs a ampliação e qualificação da atenção básica com  incorporação das Equipes de Saúde Bucal na Atenção Básica através da Estratégia de Saúde da Família, além de ofertar mais serviços com a criação dos Centros de Especialidades Odontológicas para o atendimento a média e alta complexidade.
O Farmácia Popular do Brasil (PFPB) é um programa da Política Nacional de Assistência Farmacêutica do Governo Federal Brasileiro, criado em 13 de abril de 2004 pela Lei nº 10.858. É desenvolvido em parceria com prefeituras municipais do país, cujo propósito é oferecer, por meio de estabelecimentos próprios ou de farmácias privadas credenciadas, medicamentos de uso comum a preços reduzidos.
Os serviços de atendimento pré-hospitalar móvel, denominados Serviços de Atendimento Móvel de Urgência (SAMU), e acionados por telefonia de discagem rápida (número 192), conhecidos como SAMU 192, foram normatizados no Brasil a partir de 2004 pelo decreto presidencial do governo Lula, nº 5.055, de 27 de abril de 2004. Caracterizam-se por prestar socorro às pessoas em situações de agravos urgentes, nas cenas em que esses agravos ocorrem, garantindo atendimento precoce, adequado ao ambiente pré-hospitalar e ao acesso ao Sistema de Saúde.
Em dezembro de 2004, o presidente Lula autorizou a criação da Hemobrás (Empresa Brasileira de Hemoderivados e Biotecnologia), estatal com objetivo de pesquisar, desenvolver e produzir medicamentos hemoderivados e biotecnológicos para atender prioritariamente aos pacientes do Sistema Único de Saúde (SUS).
As Unidades Básicas de Saúde ou UBS tornaram-se a designação adotada desde 2007 no Brasil por meio do Programa de Aceleração do Crescimento (PAC). Tais unidades desempenham as mesmas funções dos antigos Postos de Saúde sendo tal denominação gradativamente substituída por Unidade Básica de Saúde.
No âmbito da organização de uma política nacional de atenção às urgências, além dos serviços de atendimento móvel de urgência (SAMU), foram implantadas as Unidades de Pronto Atendimento (UPA), unidades intermediárias entre a atenção primária e as emergências hospitalares. As primeiras Unidades de Pronto Atendimento foram implementadas pela Secretaria de Estado de Saúde do estado do Rio de Janeiro no ano de 2007 antes da regulamentação federal, por meio da Portaria n° 1020 de 13 de maio de 2009, que passou a adotar a nomenclatura.
O PAC foi uma importante fonte de financiamento das UPAs e o governo anunciou que construiria 500 até o fim do mandato. 
Na Saúde, o Governo Lula também vinha atuando com investimentos considerados insuficientes para as necessidades do país. Representantes do Ministério da Saúde afirmaram no final de 2009, que o país estava abaixo do mínimo necessário para os padrões universais de saúde. Segundo o departamento de Economia do Ministério da Saúde, o percentual da despesa alocada em Saúde em relação ao PIB (Produto Interno Bruto) no Brasil estava muito abaixo de outros países. A média nos sistemas universais, segundo a OMS (Organização Mundial de Saúde) era de 6,5% do PIB. No Brasil, em 2007, a despesa pública com Saúde ficou em torno de 3,5% do PIB. Naquele ano, os gastos com bens e serviços de Saúde no Brasil foram de R$ 224,5 bilhões, ou 8,4% do PIB, sendo 4,8% dos gastos de famílias e 3,5% do PIB do governo. Segundo o Ministério da Saúde, os gastos públicos do país no setor (41,6%) estavam abaixo da média da OCDE (Organização para a Cooperação e Desenvolvimento Econômico), que era de 72%.
Segundo dados divulgados pelo IBGE (Instituto Brasileiro de Geografia e Estatística) no final de 2009, as famílias brasileiras gastavam dez vezes mais com medicamentos do que o governo do país. O Ministério da Saúde afirmava, contudo, que havia gastos excessivos das famílias com medicamentos, devido ao consumo sem prescrição médica. Segundo pesquisadores do IBGE, mesmo com o governo tendo aumentado os gastos com o setor, a participação pública ainda era pequena, em comparação por exemplo com o México e outros países com o mesmo tipo de perfil, cujos gastos públicos com a Saúde eram em média 70%, sendo 30% das famílias.
Em 2009 o país investiu 7,5% do PIB em Saúde enquanto outros países, como os Estados Unidos, investiram o dobro (15,3%). O então Ministro da Saúde, José Gomes Temporão criticou os recursos destinados ao seu Ministério. Segundo o ministro, os R$ 66,9 bilhões previstos para 2010 no Orçamento da União, não atendiam às demandas da sua Pasta.

### Política educacional
Na área do ensino superior, o ProUni (Programa Universidade Para Todos) foi, segundo as declarações do MEC, o maior programa de bolsas de estudo da história da educação brasileira. De 2005 a 2009, o ProUni ofereceu quase 600 mil bolsas de estudo em aproximadamente 1,5 mil instituições de ensino em todo o país, que receberam para isto o benefício da isenção de tributos. Entre os beneficiados com bolsas, 46% eram autodeclarados afrodescendentes.
O programa inclui iniciativas como a concessão de um auxílio de R$ 300,00 para alunos com bolsa integral matriculados em cursos com carga horária de pelo menos seis horas diárias (Bolsa-Permanência). Os bolsistas ProUni também têm prioridade no Fundo de Financiamento ao Estudante do Ensino Superior (Fies) do MEC e um convênio firmado com a Caixa Econômica Federal (CEF) para oferta de estágios entre beneficiados pelo programa.— Revista Brasilis

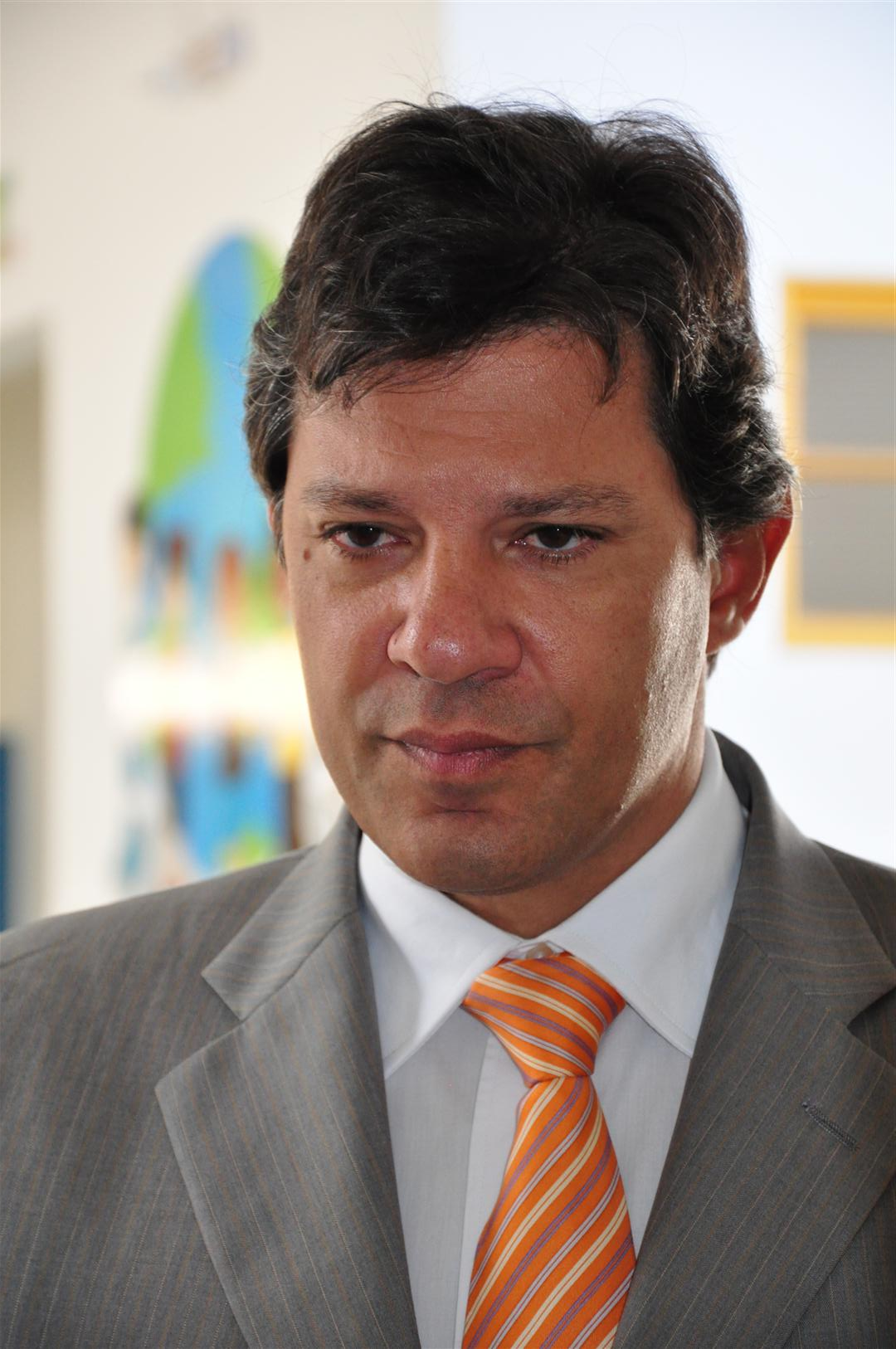
Fernando Haddad em 2011. Durante seu mandato como ministro, houve a criação do PIBID e do SiSU, assim como a implementação do ProUni e a reformulação e ampliação do FIES e do Enem.

O governo também criou onze universidades públicas federais até setembro de 2009, superando o marco do presidente Juscelino Kubitschek., Em janeiro de 2010 a Unila (Universidade Federal da Integração Latino-Americana) foi a décima terceira universidade criada, com perspectiva de início de aulas para agosto de 2010, com sua primeira turma de 200 alunos entre brasileiros, paraguaios, uruguaios e argentinos. Até agosto de 2010, as universidades federais ofereciam 113 mil vagas gratuitas e apresentavam que os investimentos teriam passado de 20 bilhões para 60 bilhões durante o governo Lula, prometendo um aumento das vagas para 250 mil até 2014. Contudo, o programa é criticado por professores e estudiosos de instituições de ensino federais. Algumas universidades se encontrariam em processo de sucateamento por falta de repasse de recursos federais e pela falta de autonomia das universidades. um anseio que foi parcialmente almejado em junho de 2010, próximo ao final do Governo Lula, com a assinatura do Decreto 7.233, que resultaria na esperança por melhoria na autonomia e gestão dos recursos a partir de 2011, no Governo da Dilma.
O investimento em educação, realizado no Governo Lula, vem sendo considerado insuficiente, perante especialistas e entidades do setor. Mesmo assim, o percentual de gastos na educação superior federal em 2005, que estava estagnado em 0,6% do PIB, em 2008 alcançou 4,7% do PIB.[carece de fontes?] Porém, considera-se que o ideal seria um investimento entre 8 e 12% do PIB, face ao déficit educacional brasileiro atual, algo pouco visto na história brasileira.
Segundo Roberto Leher, Professor da Faculdade de Educação da UFRJ, coordenador do GT Universidade e Sociedade do CLACSO, em matéria publicada em 2005 pela Revista Adusp, aponta que a universidade no Governo Lula foi uma continuidade das agendas do Banco Mundial, do BID e da Cepal, de modo a conformar a universidade pública em um setor mercantil balizado pelos valores neoliberais, que dificilmente mereceria o conceito de pública
Analisando as medidas implementadas até o momento é possível constatar que as políticas dos organismos internacionais seguem guiando os cérebros do governo Lula da Silva. Com efeito, a modernização do MEC coincide no fundamental com as agendas do Banco Mundial, do BID e da Cepal para as instituições de educação superior públicas: racionalização do acesso não por medidas universais, mas por cotas; programas de estímulo à docência por meio de gratificações por produtividade; avaliação padronizada da “qualidade” (Exame Nacional de Desempenho) inspirada na teoria do capital humano; vinculação entre os planos de desenvolvimento institucional (estabelecidos com a participação empresarial), avaliação (Sinaes) e financiamento (financiamento por meio de contratos); direcionamento do “mercado educativo” da instituição para o âmbito regional, e associação linear e estreita entre eficiência acadêmica e pragmatismo universitário. Em suma, o Banco difunde um posicionamento ideológico de modo a conformar a universidade pública em um setor mercantil balizado pelos valores neoliberais. A assimilação desses elementos que compõem a matriz da concepção do Banco Mundial no Anteprojeto desenha uma instituição que dificilmente mereceria o conceito de “pública”, inviabilizando a liberdade acadêmica, concebida como um obstáculo à eficiência das instituições. No equilíbrio de poder entre a autoridade “acadêmica” e a autoridade da universidade-empresa prevalece esta última.— Roberto Leher
Ao final do Governo Lula, o Brasil apresentava índices de repetência superiores a todos os países usados na comparação, 18,5%, ainda que mais baixos que os índices de 1999 de 24% e também apresentava baixos índices de conclusão da educação básica, apontou o relatório "Monitoramento de Educação para Todos 2010", lançado pela UNESCO (Organização das Nações Unidas para a Educação, Ciência e Cultura). A repetência na educação primária no Brasil é ainda três vezes maior que a taxa apresentada pela América Latina (5,6%). O relatório apresenta que o Brasil está distante em relação ao cumprimento de metas sobre acesso e qualidade de ensino estabelecidos pela organização. O país ocupa a 88ª posição em um ranking de 128 países. Entre as quatro principais metas estabelecidas pela UNESCO, o Brasil tem um bom desempenho na alfabetização, no acesso ao ensino fundamental e na igualdade de gênero. O país ocupa a 88ª posição em um ranking de 128 países. Mas tem um baixo desempenho quando se analisa o percentual de alunos que conseguem passar do 5º ano do ensino fundamental.
Apesar das reformas efetuadas em 2009 no Exame Nacional do Ensino Médio, já naquele ano o governo exibiu fragilidades na segurança das provas que iriam em boa parte substituir os vestibulares em várias universidades, com ocorrência de fraude que provocou o adiamento das provas; em novembro de 2010 novas falhas se sucedem, fazendo com que a Justiça Federal suspendesse o Exame; em ambos os casos o Enem transformou-se em inquéritos da Polícia Federal, sendo que em 2010 o MEC chegou a ameaçar de processo os estudantes que exibiram as falhas do sistema.

### Política ambiental
| |  |                                                                       |
| Marina Silva, então Ministra do Meio Ambiente, discursa durante o lançamento do Plano Amazônia Sustentável em 2008. |  | Carlos Minc em 2009, então Ministro do Meio Ambiente do Governo Lula. |

Marina Silva (PT-AC) resistiu até 2008 e deixou o Ministério do Meio Ambiente por enfrentar oposição à sua agenda dentro do governo, pedindo demissão.
Porém, ações governamentais como fiscalização das áreas desmatadas, racionalização do uso do solo, criação de reservas florestais e controle de crédito para produtores irregulares fizeram com que a área desmatada da Amazônia fosse reduzida em 2005, 2006 e 2007 para 11 633 quilômetros quadrados, o menor desmatamento desde 1991. Porem, entre agosto de 2007 e julho de 2008, a área desmatada voltou a aumentar, registrando 12 911 quilômetros quadrados.
Entre 2009 e 2010 o Instituto do Homem e do Meio Ambiente da Amazônia (Imazon) relatou desmatados 6.451 km², com previsão pelo padrão dos desmatamentos consolidados de 7.134 km² no primeiro ano de governo da Dilma. O desmatamento de mata atlântica entre 2002 e 2008 foi de 2,7 mil km² Em 1991 tinham sido desmatados 11,1 mil km², que por sua vez já havia sido uma vitória daquele governo que reduzira a média entre 1978 e 88 de 20,3 mil km²
O Governo Lula também aprovou a Política Nacional de Mudanças Climáticas com metas de reduções de emissões de gases do efeito estufa.
Os êxitos atuais na redução do desmatamento de nossas florestas dão credibilidade à nossa disposição de reduzi-lo em 80% até 2020. Os países amazônicos estão trabalhando para definir uma posição comum sobre a mudança do clima. Queremos uma Amazônia protegida, mas soberana, sob o controle dos países que a integram.— Lula, em 2009

### Cultura
A criação da EBC foi autorizada por meio da Medida Provisória nº 398, de 10 de outubro de 2007, e a empresa foi efetivamente criada por meio do Decreto nº 6.246, de 24 de outubro de 2007. A Medida Provisória, posteriormente, foi convertida na Lei nº 11.652, de 7 de abril de 2008.
A estatal foi criada a partir da incorporação do patrimônio, do pessoal e concessões de radiodifusão da Empresa Brasileira de Comunicação (Radiobrás) e dos bens públicos da União que estavam sob guarda da Associação de Comunicação Educativa Roquette Pinto (Acerp). Com a criação da EBC, um novo contrato de gestão entre governo federal, por intermédio da EBC, e Acerp foi feito e esta passou a ser prestadora de serviços à EBC, que herdou as concessões de canais da Radiobrás.
Cultura Viva é um programa do governo federal brasileiro, criado em 2004 - através de uma portaria, do Ministério da Cultura. Teve como carro chefe a criação dos Pontos de Cultura, o programa das principais políticas culturais do Governo Lula, e estima-se que tenha atingido 8 milhões de brasileiros, entre 2004 e 2010.

### Infraestrutura
Em janeiro de 2007, foi lançado o PAC (Programa de Aceleração do Crescimento), um conjunto de medidas que visava à aceleração do ritmo de crescimento da economia brasileira, com previsão de investimentos de mais de 500 bilhões de reais para os quatro anos do segundo mandato do presidente, além de uma série de mudanças administrativas e legislativas.

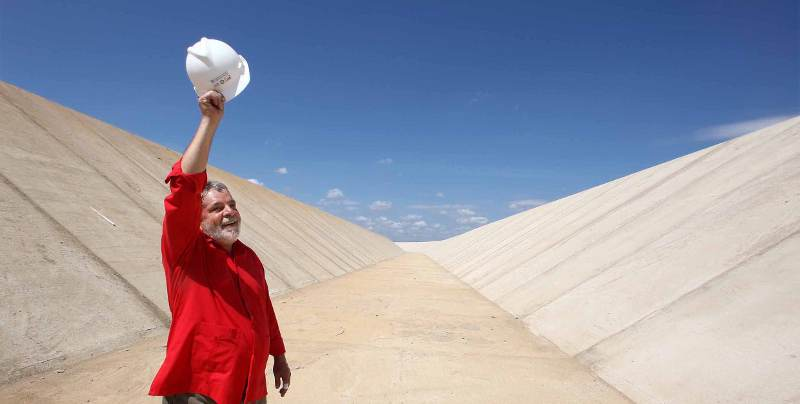
Lula em visita à obra de transposição do rio São Francisco, em Cabrobó, Pernambuco, em 2009.

Mesmo com o PAC, os investimentos em infraestrutura vinham sendo considerados insuficientes para as necessidades de crescimento do Brasil, segundo análises e cálculos. Segundo dados do economista Raul Velloso, calculados com base no IBGE, as taxas de investimentos diretos da União estavam longe das registradas na década de 70. De acordo com Velloso, a taxa de investimentos da União em 2009 chegou a 0,6% do Produto Interno Bruto (PIB), sem considerar estatais, enquanto que em 1976, no governo Geisel, os investimentos da União eram 1,9% do PIB, também excluindo as estatais. Entre 2003 e 2009, a taxa de investimento da União oscilou entre 0,2% - uma das mais baixas desde 1970 - e 0,6%, estimativa para 2009. O economista José Roberto Afonso cita que o investimento público subiu nos últimos anos do Governo Lula, sobretudo em 2009, com uma maior execução das obras do Programa de Aceleração do Crescimento (PAC). Afirma, porém, que a alta foi insuficiente para compensar a perda no setor privado e também em relação a décadas anteriores.
O PAC, no entanto, vinha apresentando problemas de execução(atrasos). O próprio presidente Lula citou o atraso na Rodovia Trans-nordestina. Apesar de os balanços do PAC preverem, por exemplo, investimentos em rodovias de R$ 45,5 bilhões em quatro anos, nos últimos três, as Leis Orçamentárias Anuais (Loas) tinham autorizado somente R$ 21,6 bilhões para o Departamento Nacional de Infraestrutura de Transportes (DNIT), o que equivale a 47,6% do previsto. Apenas R$ 7,4 bilhões foram efetivamente pagos. Esse valor representava 16,41% dos recursos anunciados pela União para construção, adequação, duplicação e recuperação de trechos de rodovias em todo o país, e 34,58% dos recursos autorizados no orçamento para os projetos. Segundo dados baseados no site Contas Abertas, das 12 520 obras do PAC em todo o país, pouco mais de 1 200 foram feitas, ou 9,8% do total.
No final do segundo mandato de Lula, um dos setores que mais causou preocupação foi o de aviação civil, principalmente por conta dos preparativos para a Copa de 2014. A agência reguladora do setor (ANAC) estava naquela época, com cargos estratégicos vagos, o que dificultava a tomada de decisões importantes. Esta deficiência na gestão da ANAC vinha desde a crise no setor de aeronavegação brasileiro ocorrida no final de 2006, que ficou conhecida como "apagão aéreo".
O governo Lula foi responsável pela concessão de cerca de 2,6 mil quilômetros de rodovias federais, que foram a leilão em 9 de outubro de 2007. O vencedor do leilão para explorar por 25 anos pedágios nas rodovias foi o grupo espanhol OHL. Houve também a privatização de 720 quilômetros da Ferrovia Norte-Sul para a Vale do Rio Doce pelo valor de R$ 1,4 bilhão. Entre outras privatizações do governo Lula, estão a da Hidrelétrica Santo Antônio, Usina Hidrelétrica de Jirau e a linha de transmissão Porto Velho – Araraquara.

#### Segurança
Outra situação grave era a do Sistema Carcerário Brasileiro. Durante os anos de 2002-2006, a população carcerária aumentou em cerca de 67%. A situação chegou a ponto de ser instalada uma CPI. Em 2008, as investigações mostravam superlotação das prisões, a falta de acesso dos presos à educação e ao trabalho, e situações desumanas nos presídios. Durante oito meses, a CPI visitou 60 estabelecimentos em 17 estados e no Distrito Federal. O deputado Domingos Dutra (PT-MA), relator da CPI, pediu o indiciamento de cerca de 40 autoridades em todo o país e a responsabilização dos culpados, de alguma forma, pelo caos no sistema carcerário. De acordo com o relator, estima-se que o custo médio de um preso hoje no Brasil seja de R$ 1.300 a R$1.600 por mês. A criação de uma vaga no sistema carcerário tem o custo de R$ 22 mil. "Nós estamos pagando um valor absurdo e a culpa não é nem do preso, nem do carcereiro e nem de Jesus Cristo. A culpa é das autoridades brasileiras que sempre trataram o preso com descaso, como lixos humanos", afirmou o relator.
Em 2007, o Governo Lula, tentando realizar melhorias na área, lançou o Pronasci (Programa Nacional de Segurança com Cidadania), que tem como objetivo auxiliar os Estados na qualificação e capacitação das forças policiais. Somente no final dos 8 anos do Governo Lula, o CNJ (Conselho Nacional de Justiça) começou a analisar mudanças no sistema carcerário e o CCJ (Comissão de Constituição de Justiça) do Senado, mudanças no Código de Processo Penal, que, no entanto, foram criticadas pela possibilidade de tornar a Justiça mais lenta do que já é na atualidade.

#### Habitação

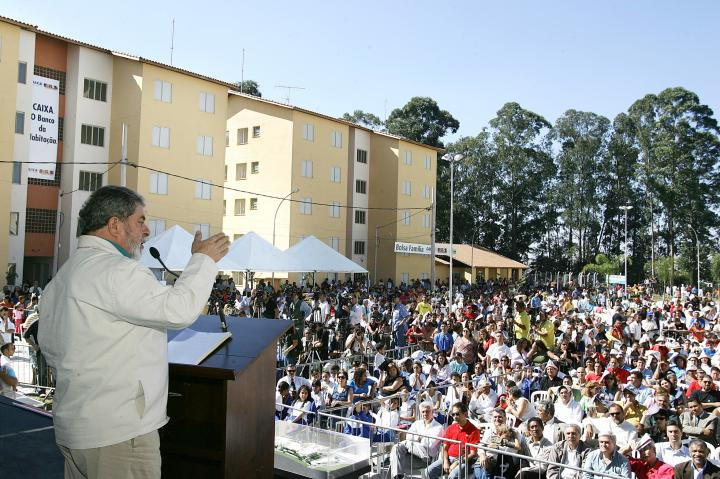
Lula discursa em Diadema, São Paulo, em 2005, durante a entrega de um conjunto habitacional.

O déficit habitacional do Brasil, hoje, chega a 7,2 milhões de moradias. O déficit habitacional do Brasil é um sério problema atual, de responsabilidade governamental, que vem levando à favelização das cidades brasileiras, principalmente em grandes metrópoles, o que causa transtornos e dificuldades em áreas variadas, como segurança, saúde, organização das cidades e outros aspectos. A falta de habitações populares baratas é um dos principais motivos que levam a população à favelizar diversas áreas. Em 2009, estimava-se que São Paulo, a maior cidade brasileira, possuía, sozinha, 1,3 milhão de favelados morando em cerca de 1600 favelas. Para tentar amenizar o problema, o Governo Lula lançou, em abril de 2009, já perto do final do mandato de 8 anos, o plano "Minha Casa, Minha Vida". O programa visa construir 1 milhão de casas, reduzindo em 14% o déficit habitacional do país do momento.

#### Telecomunicações
Iniciado em 2003, o Programa Computador para Todos possuía, em 2008, dezoito fabricantes cadastrados para produzir computadores de baixo custo a partir de lei estabelecida. Este foi um dos fatores que ajudaram algumas empresas a aumentar sua produção, de 250 mil unidades vendidas em 2005, para 2,8 milhões em 2009. Outro fator a ser considerados neste crescimento, foi a maior facilidade de financiamento oferecido pelos varejistas. Este programa é um dos facilitadores da inclusão digital no país. Porém, o país ainda possui 104,7 milhões de pessoas sem acesso à Internet, segundo pesquisa de 2009 do IBGE. Enquanto no Brasil o porcentual de pessoas (10 anos ou mais de idade) com acesso à rede é de 34,8%, na América do Norte chega a 74% e, na Europa, a 52%. O número de pessoas com computadores em seus domicílios vem crescendo e em 2009 atingiu o nível de 36%.
Em 25 de novembro de 2009, a ANATEL anunciou a criação de uma comissão técnica para estudar as possibilidades da ocorrência de um caladão, motivada pelos alertas feitos pelos meios de comunicação de que a demanda se tornaria maior do que a oferta. Ainda no mesmo dia, a Abrafix negou a possibilidade de isto ocorrer. Uma reunião com técnicos de empresas de telefonia celular foi marcada para dezembro, apesar do controle que a agência já exercia, liberando a venda de novos planos somente após a comprovação por parte das empresas de que há capacidade de redes o bastante para isto.
Outro problema no setor é a própria atuação da ANATEL, que é criticada. Muitos consumidores só conseguem a resolução de seus problemas apelando para Brasília, devido à omissão da Agência, que é considerada não-transparente e ineficiente. Segundo o ouvidor da agência, Aristóteles dos Santos, "após dez anos de criação, a Anatel, por não cumprir ou não fazer cumprir integralmente os propósitos que justificaram a sua criação, vive, a nosso ver, uma relevante crise existencial". O ouvidor também acusa a Anatel de se omitir nos problemas de falta de competitividade e na falta de ação para baixar os preços da internet banda larga. Diz ele que "com baixos investimentos, as concessionárias dominam esse outro mercado regional praticamente sem concorrência. Cobra altos preços e tarifas elevadas dos usuários pelos acessos que operam em velocidades limitadas”. Aristóteles aponta ainda, em seu relatório, a falta de um plano para a telefonia rural, dizendo que a Anatel não pode se esquivar desta discussão.
Lula lançou em 2008 um programa denominado Banda Larga nas Escolas para ampliar o acesso de internet de alta velocidade nas escolas públicas.
A Telebras foi oficialmente reativada para gerir o Plano Nacional de Banda Larga em 2010 durante o governo de Luiz Inácio Lula da Silva.

## Política externa

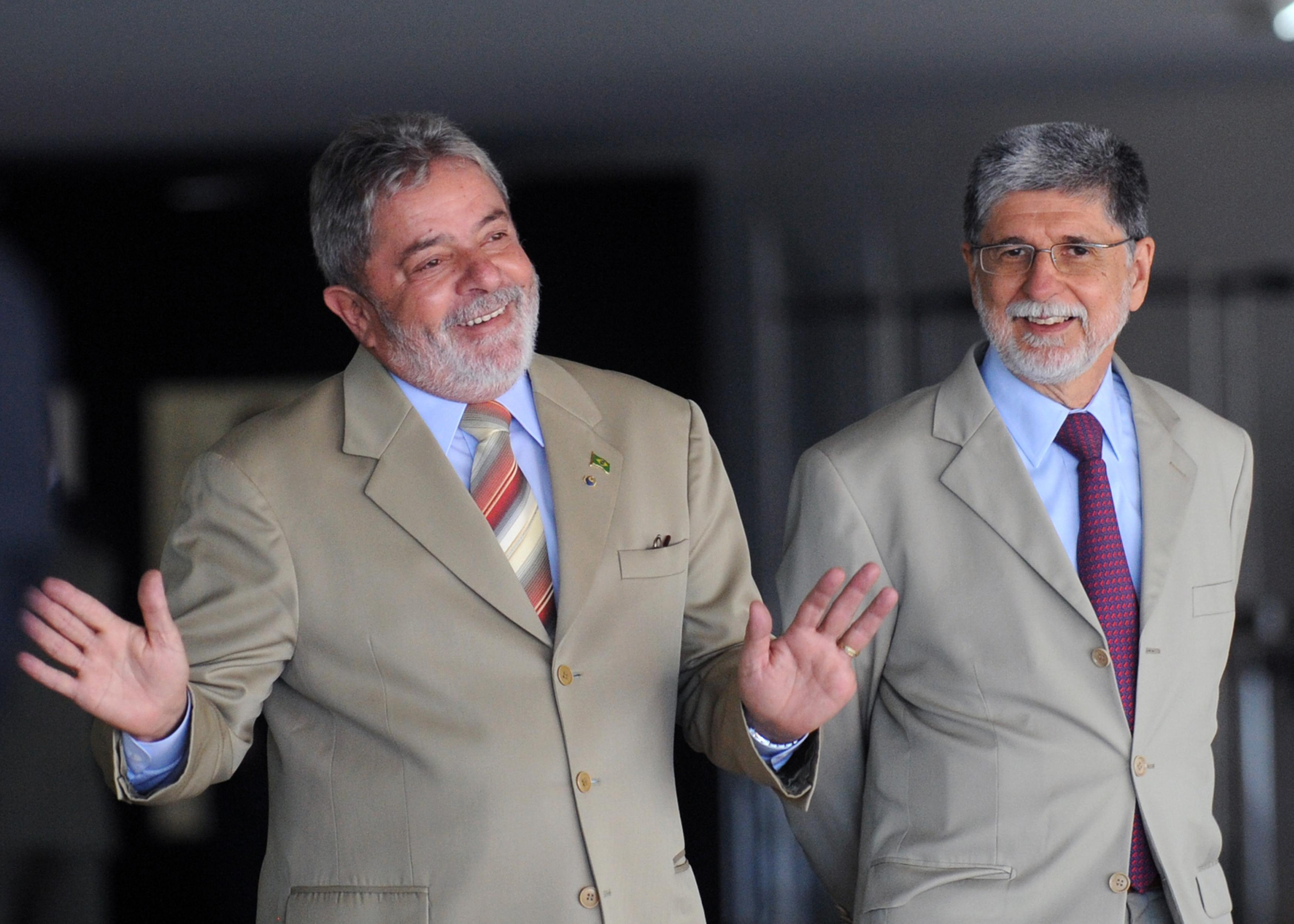
Lula e o ministro das Relações Exteriores, Celso Amorim.

No plano internacional, o Brasil sob a administração de Lula exerceu uma posição de destaque no grupo de países emergentes frente aos mais ricos no G20, destacando-se no caso da iraniana Sakineh Ashtiani, que havia sido condenada à morte por apedrejamento; destacou-se como sendo membro ativo no Conselho de Direitos Humanos; nas operações de paz no Haiti; e na Comissão de Construção da Paz na Guiné-Bissau em 2010. Mais de um ano do mandato foi utilizado pelo presidente na visita a mais de 200 países, para, de acordo com Daniel Castelán, reduzir as resistências ao fortalecimento do país no cenário internacional, já que algumas demandas brasileiras ficam mais difíceis com países opondo-se.
Entre 2005 e 2009, Cuba recebeu cerca de 33,5 milhões de reais em ajuda humanitária do governo do então presidente Luiz Inácio Lula da Silva. No mesmo período, o Brasil também forneceu ajuda humanitária ao Território Palestino, com o destino de 19 milhões de reais (ou 12%) dos recursos.

### América do Sul e BRICS
Um dos grandes feitos do governo Lula foi a integração da América do Sul através da expansão do Mercosul.
O Mercosul representou o primeiro processo de integração sul-americano, e também latino-americano, a obter resultados concretos e a abrir alternativas regionais para uma melhor inserção internacional dos países do cone sul, nos quadros de uma ordem mundial emergente.— Paulo G. Fagundes Vizentini
Governo Lula promoveu a abertura de novas rotas comerciais com países os quais o Brasil pouco se relacionava: República Popular da China, Índia, Rússia e África do Sul, entre outras bem como uma associação entre o Mercosul e a União Europeia e da valorização das organizações internacionais (especialmente a ONU).
Em termos práticos, o governo brasileiro suplantou certa passividade anterior e buscou alianças fora do hemisfério, como forma de ampliar seu poder de influência no âmbito internacional a partir da mencionada postura ativa e pragmática. Como principal prioridade da agenda percebe-se a reconstrução do Mercosul e a integração sul-americana, criando um espaço para a liderança brasileira. Além disso, a solidariedade com a África também é central, pois associa princípios éticos e interesse nacional. A intenção de aprofundar as relações (e estabelecer uma "parceria estratégica") com potências emergentes como China, Índia, Rússia e África do Sul, entre outras, ao lado do estabelecimento de uma associação entre o Mercosul e a União Europeia e da valorização das organizações internacionais (especialmente a ONU), ao lado das vantagens econômicas que propicia, sinalizam a intenção de contribuir para o estabelecimento de um sistema internacional multipolar. O princípio de democratização das relações internacionais foi invocado explicitamente.— Paulo G. Fagundes Vizentini
Porém, o governo Lula tomou decisões controversas em matéria de política externa. Uma delas foi a ampliação da malha diplomática no continente africano. Houve também o reconhecimento da China como economia de mercado, o que derrubou diversas barreiras comerciais impostas aos produtos chineses, facilitando sua entrada no mercado brasileiro, e como a balança comercial era favorável às importações de produtos chineses, haveria prejuízo a produção nacional de alguns setores, visto que o produto chinês chega ao mercado brasileiro bem mais barato e esta tendência se seguiu até o Governo Dilma. Contudo o movimento não surtiu o efeito desejado, que era o apoio da China por um assento no Conselho de Segurança das Nações Unidas já que o Japão, que era apoiado pelos Estados Unidos, também queria um assento permanente e isso seria inaceitável para os chineses. O Governo Lula também acumula algumas derrotas em suas tentativas na criação de um bloco econômico compreendido por países subdesenvolvidos e emergentes. O Governo Lula patrocinou uma missão de paz no Haiti, almejando crédito com a ONU. Cerca de 1200 militares brasileiros desembarcaram no Haiti em uma missão pacífica visando a reestruturação do estado haitiano.

### Missão no Haiti

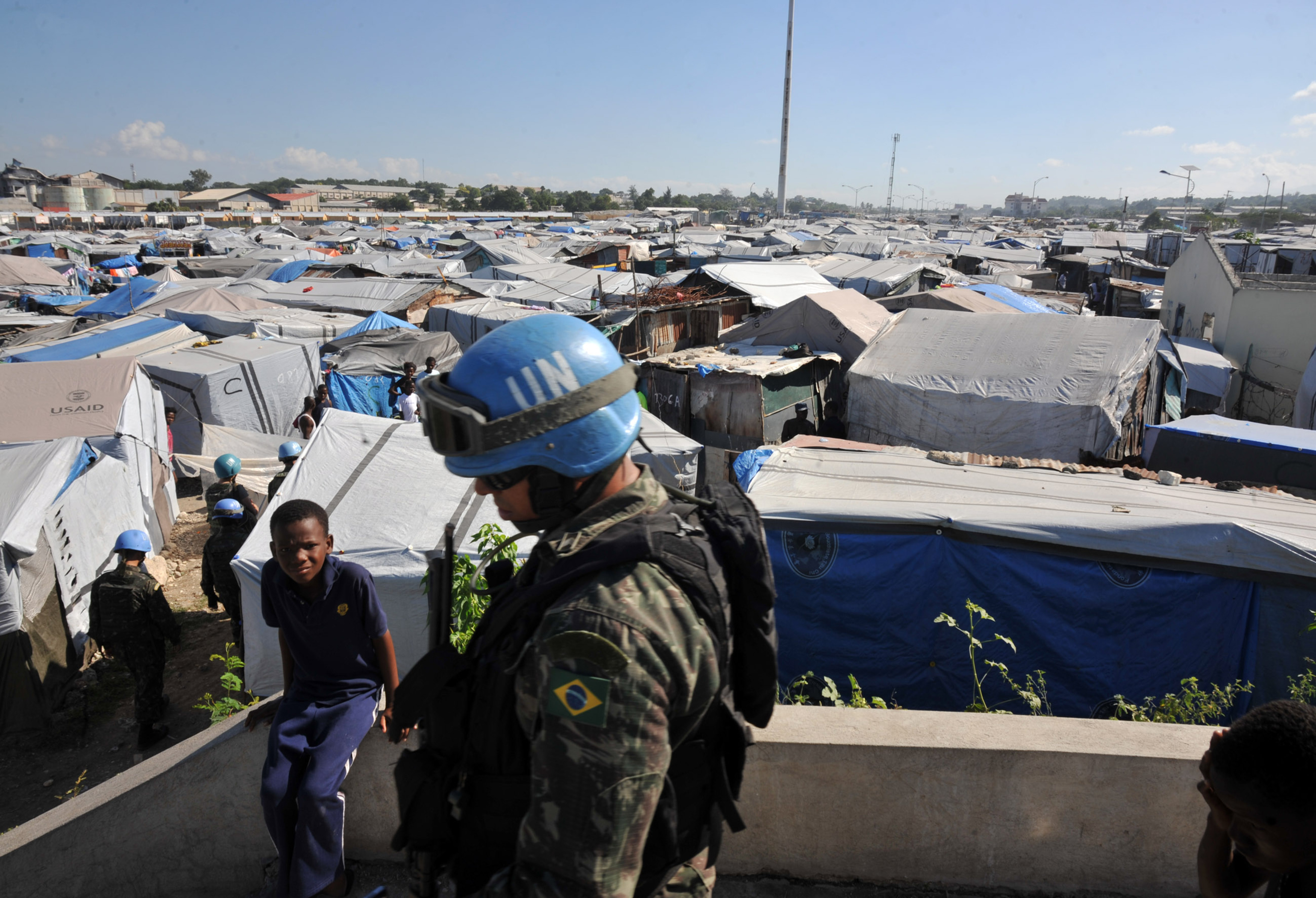
Soldado brasileiro patrulha o acampamento Jean Marie Vincent em Porto Príncipe, Haiti.

Sobre a ocupação no Haiti, a organização sindical Batay Ouvriye (Batalha Operária) denuncia que as forças de ocupação se prestaram a reprimir trabalhadores que protestaram contra as multinacionais que se instalaram no país. Segundo o dirigente sindical Didier Dominique, considera que a intervenção no Haiti passará a história como uma mancha na biografia de governantes que se elegeram com o apoio de movimentos populares, como o presidente Lula:
"estão disputando a instalação de fábricas numa zona franca, para aproveitar a mão-de-obra mais barata das Américas (...) quando o povo se rebelou contra a fome, morreram sete pessoas e várias ficaram feridas, em decorrência da repressão militar".
O Governo Brasileiro também fez a doação de 172 milhões de dólares para o Haiti reconstruir seu país depois do Sismo do Haiti de 2010 que devastou o país.

### Disputas comerciais e políticas
Em 2010, o Governo Lula obteve vitória no caso dos subsídios para os produtores de algodão dos Estados Unidos. A Organização Mundial do Comércio concedeu o direito do Brasil retaliar com impostos de importação diversos produtos de origem norte-americana devido aos gastos de Washington para financiar a produção de algodão, o que prejudicava o setor no Brasil. Todavia, o Brasil permitiu maiores negociações com os Estados Unidos com o objetivo de acabar com a disputa.
O governo Lula também acumulou algumas derrotas no campo internacional: depois de investir 3,5 bilhões de dólares na Bolívia, a Petrobrás teve suas usinas nacionalizadas por Evo Morales, sem a devida resposta diplomática. Cedeu também ao Paraguai, quando o recém aleito presidente Fernando Hugo decidiu não mais cumprir o contrato assinado com o Brasil, a respeito da energia elétrica de Itaipú. Com isto, o Brasil triplicou a quantia que paga ao vizinho pela energia elétrica com a qual o Paraguai abastece a região sudeste brasileira. O novo acordo de setembro de 2009 ajustaria de US$ 120 milhões para US$ 360 milhões. O acordo permite também que o Paraguai venda energia ao mercado brasileiro sem a mediação da estatal Eletrobrás.

## Popularidade
Lula encerrou seu governo com a maior aprovação da história. Nos últimos meses de sua gestão, sua popularidade chegou ao auge. 83% dos entrevistados avaliaram a gestão como ótima ou boa, contra 13% que consideraram-a regular e 4%, ruim ou péssimo, conforme o Datafolha. Alguns meses antes, em julho de 2010, conforme outra pesquisa do Datafolha, a popularidade de Lula atingiu seu melhor valor desde 2003, sendo também a melhor popularidade entre todos os presidentes pesquisados a partir de 1990. 78% dos pesquisados apontaram o governo como ótimo ou bom.
Sob influência do impacto da crise financeira global, que trouxe aumento do desemprego no país no primeiro bimestre de 2009, a aprovação do governo Lula, que em dezembro de 2008 havia batido novo recorde, ao atingir, segundo a Pesquisa Datafolha, a marca de 70% de avaliação de "ótimo" ou "bom", sofreu queda em março de 2009, para 65%. Foi a primeira redução observada no segundo mandato do presidente.
A queda na avaliação positiva foi bastante efêmera, já que, logo no mês de maio de 2009, pesquisas voltaram a trazer crescimento na aprovação do governo, também em consequência da estabilidade do Brasil frente à crise econômica internacional. Na Pesquisa Datafolha publicada em 31 de maio do mesmo ano, a avaliação positiva voltou ao patamar de novembro, quando a taxa de aprovação do governo chegou ao recorde de 70%.

## Controvérsias
A partir de 2004, o governo Lula enfrentou crises políticas, no que foi denominado Escândalo dos Bingos. Nele Waldomiro Diniz, assessor de José Dirceu aparece na divulgação de uma fita gravada pelo empresário e bicheiro Carlos Augusto Ramos, o Carlinhos Cachoeira, extorquindo o bicheiro para arrecadar fundos para a campanha eleitoral do Partido dos Trabalhadores e do Partido Socialista Brasileiro no Rio de Janeiro. Em troca Waldomiro prometia ajudar Augusto Ramos numa concorrência pública. O Ministério Público apresentou a denúncia acolhida pela Justiça Federal por conduta criminosa em negociações para renovação do contrato entre a Caixa Econômica Federal em 2003. Sendo inicialmente exigido por uma "consultoria" 15 milhões de reais, que foram fechados em 6 milhões de reais.
Em 2005 o assessor do Deputado Estadual do Ceará José Nobre Guimarães, irmão de José Genoíno, então Deputado Federal, foi preso com 440 mil reais na cueca. Guimarães negou relação com tal dinheiro, mas admitiu que recebeu R$ 250 mil, não oficializados pela Justiça Eleitoral, para serem gastos na campanha de Cirilo (candidato a prefeito no Ceará). O Diretório Nacional do PT negou oficialmente o repasse. O Conselho de Ética da Assembleia recomendou a cassação do mandato de Guimarães, contudo Guimarães, líder do PT no Ceará, se manteve no cargo por 23 votos contra 16.
Houve escândalos de corrupção, como o Mensalão, e outros menos relevantes, como, por exemplo, o escândalo da renúncia de Palocci, no primeiro mandato, e o escândalo dos cartões corporativos, no segundo.

### Escândalo do Mensalão

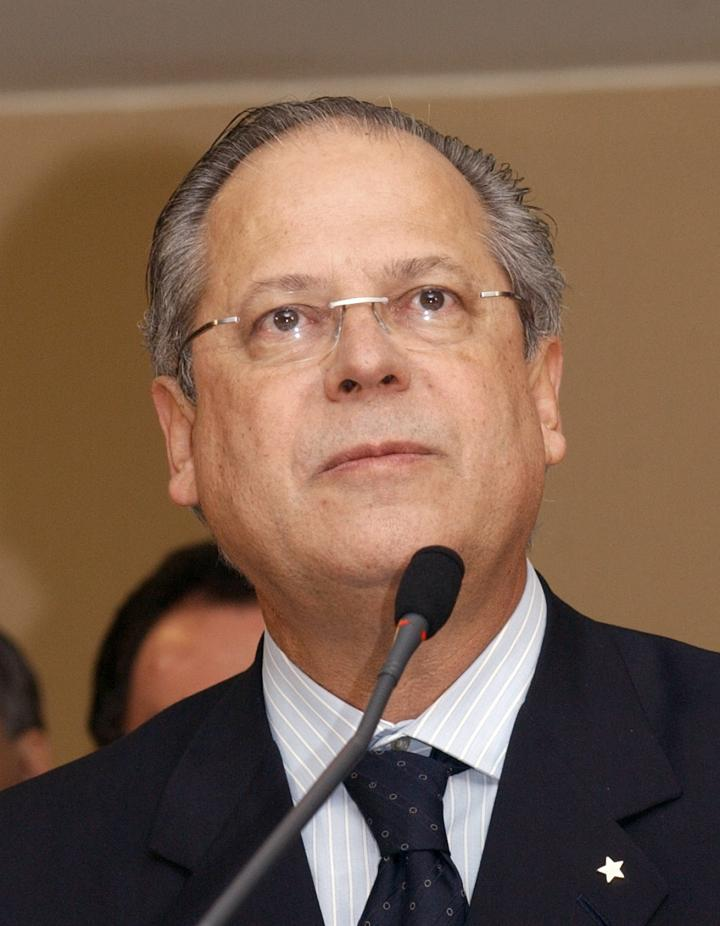
José Dirceu foi o Ministro-chefe da Casa Civil do governo Lula. Ele foi afastado depois de Roberto Jefferson acusá-lo de ser o coordenador de um esquema ilegal de pagamentos mensais para congressistas. Em 2012, foi condenado a 10 anos e 10 meses de detenção.

As crises políticas tiveram seu ápice em julho de 2005 quando denunciaram o esquema de compra de votos de deputados no Congresso e o financiamento de campanhas por "Caixa 2". Conhecido como o "Escândalo do Mensalão", foi o momento mais crítico da gestão Luiz Inácio Lula da Silva e considerado o pior escândalo de seu governo e resultou na cassação do mandato de José Dirceu em dezembro de 2005, detentor do principal posto de coordenação política do país naquele momento, sendo tratado pela imprensa como o verdadeiro homem forte da administração federal, a quem caberia as decisões. E os desdobramentos das investigações se estenderam até 2008 na Operação Satiagraha.
Em 2011, já depois do fim dos dois mandatos do presidente Lula, reportagem de capa da Revista Época trouxe a informação de que um relatório final da Polícia Federal confirmou a existência do mensalão. O documento de 332 páginas foi a mais importante peça produzida pelo governo federal para averiguar o esquema de desvio de dinheiro público e uso para a compra de apoio político no Congresso durante o Governo Lula. A reportagem da Revista Época foi contestada uma semana depois pela revista CartaCapital, que destacou que não havia "uma única linha no texto" da PF que confirmava a existência do esquema de pagamentos mensais a parlamentares da base governista em troca de apoio a projetos do governo no Congresso Nacional.
Até o final do primeiro mandato de Lula, outras denúncias de escândalos foram sendo descobertas, como o caso da quebra de sigilo de um caseiro, que levou a demissão do ministro Antonio Palocci, além de a tentativa de compra de um dossiê por parte de agentes da campanha do PT de São Paulo.
Em fevereiro de 2011, o Ministério Público Federal entrou com ação contra o ex-presidente Lula por improbidade administrativa. A acusação é de que ele e o ex-ministro da Previdência Social Amir Francisco Lando teriam usado a máquina pública para promoção pessoal e a fim de favorecer o Banco BMG. As supostas irregularidades ocorreram entre outubro e dezembro de 2004.

### Crise do setor aéreo
A crise no setor aéreo brasileiro ou "apagão aéreo", como divulgado pela imprensa em 2006, foi uma série de colapsos no transporte aéreo que foram deflagrados após o acidente do voo Gol 1907 em 29 de setembro de 2006. Apagão é um nome adotado no Brasil para referir-se a graves falhas estruturais em algum setor. Durante mais de um ano a situação no transporte aéreo de passageiros no Brasil passou por dificuldades, ocasionando inclusive a queda do ministro da Defesa do governo Lula, Waldir Pires.

### Escândalo dos cartões corporativos

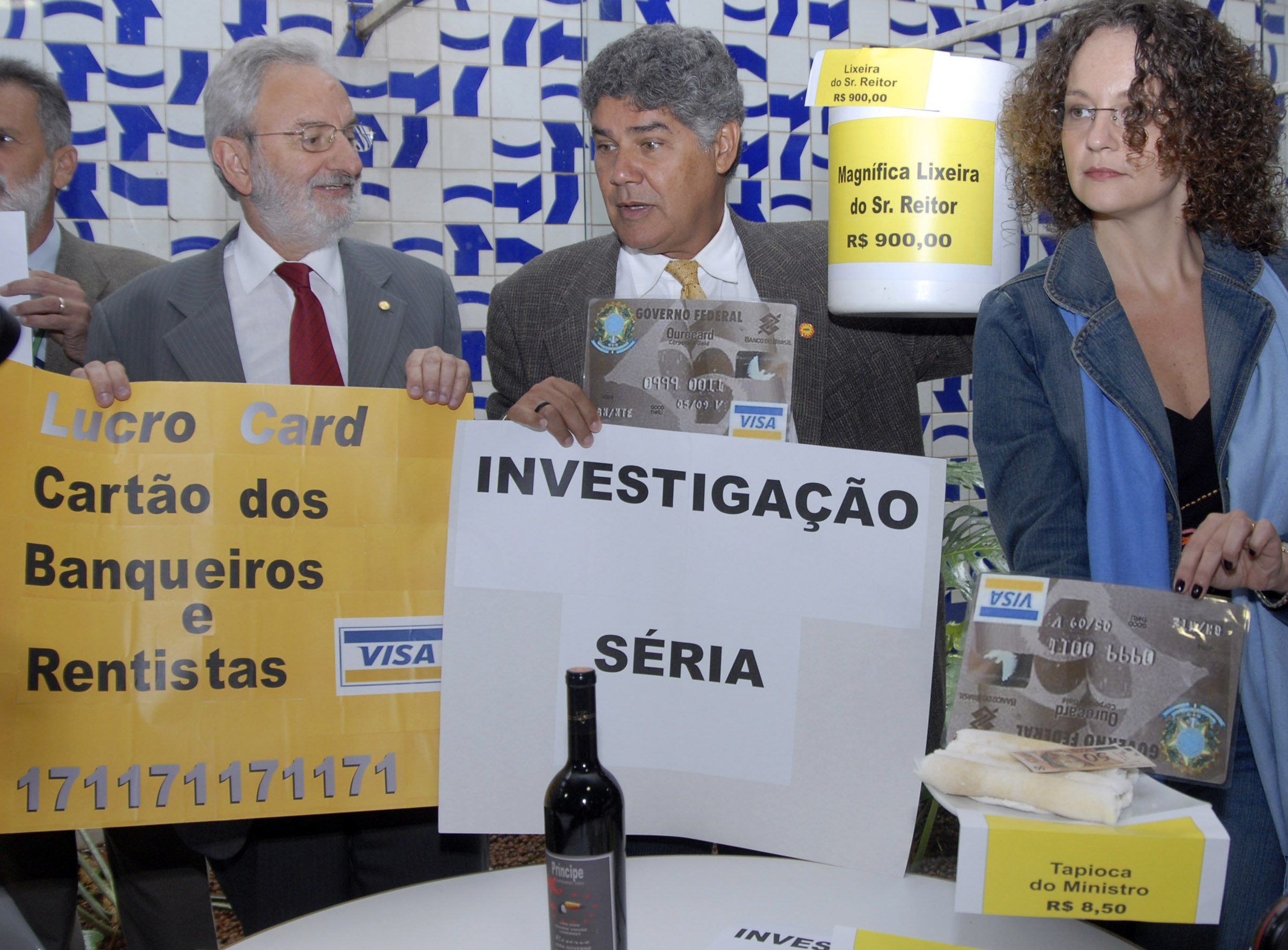
Deputados do PSOL pedem investigação do chamado "escândalo dos cartões corporativos".

No início de 2008, começava uma nova crise: a crise do uso de cartões corporativos. As denúncias levaram à demissão da Ministra da Promoção da Igualdade Racial, Matilde Ribeiro, que foi a recordista de gastos com o cartão em 2007. O ministro dos Esportes Orlando Silva devolveu aos cofres públicos mais de R$ 30 mil, evitando uma demissão. A denúncia que gerou um pedido de abertura de CPI por parte do Congresso foi a utilização de um cartão corporativo de um segurança da filha de Lula, Lurian Cordeiro Lula da Silva, com gasto de R$ 55 mil entre abril e dezembro de 2007. Fernando Henrique Cardoso criticou "a proposta dos governistas de iniciarem as investigações a partir dos gastos feitos na sua gestão" alegando que isso é um jogo político. "A acusação que existe é no governo atual" e criticou "os saques em dinheiro feitos com o cartão corporativo". A investigação, no entanto, contou com a abrangência desde o período de governo do então presidente Fernando Henrique Cardoso.
A imprensa revelou que o Palácio do Planalto montou um dossiê que detalhava gastos da família de FHC e que os documentos estariam sendo usados para intimidar a oposição na CPI, mas a Casa Civil negou a existência do dossiê. Meses depois, sob críticas da oposição, a CPI dos Cartões Corporativos isentou todos os ministros do governo Lula acusados de irregularidades no uso dos cartões e não mencionou a montagem do dossiê com gastos do ex-presidente FHC.

### Caso Erenice Guerra

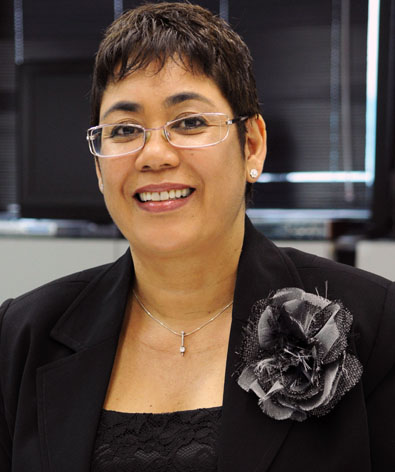
Erenice Guerra.

Em setembro de 2010, em pleno período eleitoral e embasada por depoimento de Fábio Baracat, empresário do setor de transportes, a revista Veja acusou Israel Guerra, filho da então ministra-chefe da Casa Civil, Erenice Guerra, de participar de um esquema de tráfico de influência, em que ele cobraria propina de 6% para facilitar, por seu intermédio, negócios com o governo. Conforme relatório da Controladoria Geral da União, sua irmã Maria Euriza Carvalho, quando assessora jurídica da EPE, contratou sem licitação, um escritório de advocacia que tinha como sócio o outro irmão da ministra, Antonio Alves de Carvalho. Fato este publicado pelo Jornal O Estado de S. Paulo e pela revista Veja com o título Esquema da família de Erenice Guerra age também no Ministério de Minas e Energia.
O sócio responsável pelo escritório, Márcio Luiz Silva, integrou a coordenação jurídica da campanha da candidata do PT à presidência Dilma Rousseff, que venceu a eleição em outubro de 2010.
Em virtude das acusações, Erenice deixou à disposição sigilo fiscal, bancário e telefônico seu e de pessoas de sua família disponíveis para consulta. O próprio Baracat, entretanto, publicou nota de esclarecimento desmentindo as acusações da revista.
Erenice rebateu as acusações da revista por meio de uma nota oficial em papel timbrado da presidência onde acusou o adversário de Dilma Rousseff nas eleições presidenciais de 2010, José Serra, como responsável pelas acusações. Na agressiva nota oficial, Erenice chamou José Serra de "um candidato aético e já derrotado".

### Passaportes diplomáticos
Lula solicitou passaportes diplomáticos para seus filhos durante os últimos dias de seu mandato, "em caráter excepcional" e "em função de interesse do país". Os filhos de Lula poderiam receber o documento se fossem dependentes até os 21 anos, o que não é o caso dos filhos de Lula que tinham 25 e 39 anos na aquisição. Apesar da aparente violação decreto 5.978/2006, que regulamenta a emissão de passaportes diplomáticos, não houve a devolução dos passaportes e Chanceler alega que pode dar o benefício em "caráter excepcional."

### Relação com a imprensa
Em maio de 2004, após a publicação da matéria "Gosto do dirigente brasileiro pela bebida torna-se preocupação nacional", que especulava sobre ligações de Lula com bebidas alcoólicas e gafes internacionais, pelo jornalista Larry Rohter, correspondente no Brasil do jornal New York Times de 1999 a 2007, Lula determinou ao Ministério da Justiça que cancelasse o visto de permanência do jornalista, o que resultaria em sua expulsão do país. O Planalto declarou na época que o texto não era jornalístico e que tratava-se de "calúnia, difamação e preconceito". A determinação foi contida por uma decisão de Peçanha Martins, ministro do Superior Tribunal de Justiça, em habeas corpus impetrado pelo então Senador Sérgio Cabral. A expulsão repercutiu na imprensa internacional, onde muitos jornais estrangeiros criticaram a decisão do governo. A Associação Brasileira de Jornalismo Investigativo (Abraji) publicou uma nota de repúdio, afirmando que a atitude do governo era um "grave atentado à liberdade de imprensa e de expressão". Cinco anos após a publicação da matéria, advogados do jornal norte-americano apresentaram uma carta solicitando que o Planalto reconsiderasse do visto de Larry Rohter. O pedido foi atendido pelo governo.
Também ocorreram episódios de perseguição e agressão a jornalistas por parte da militância e de seguranças do partido.